# Caragobius
Caragobius is een geslacht van straalvinnige vissen uit de familie van grondels (Gobiidae).

## Soorten
- Caragobius burmanicus (Hora, 1926)
- Caragobius rubristriatus (Saville-Kent, 1889)
- Caragobius urolepis (Bleeker, 1852)